# Saison 2010-2011 de l'AS Rome
Maillots
Chronologie
Saison précédente Saison suivante
Cet article présente la saison 2010-2011 de l'AS Rome.
Le club est engagé dans le championnat d'Italie, la Coupe d'Italie, la Supercoupe d'Italie et la Ligue des champions.

## Transferts d'été
| Arrivées           | Arrivées        | Arrivées            |
| Nom                | Club d'origine  | Modalités           |
| ------------------ | --------------- | ------------------- |
| Adriano            | Flamengo        | Transfert définitif |
| Marco Borriello    | Milan AC        | Transfert définitif |
| Guillermo Burdisso | Rosario Central | Transfert définitif |
| Nicolás Burdisso   | Inter Milan     | Transfert définitif |
| Paolo Castellini   | Parme           | Transfert définitif |
| Fábio Simplício    | Palerme         | Transfert définitif |
| Vitorino Antunes   | Leixões         | Retour de prêt      |
| Cicinho            | Sao Paulo       | Retour de prêt      |
| Leandro Greco      | Piacenza        | Retour de prêt      |
| Stefano Okaka      | Fulham          | Retour de prêt      |
| Aleandro Rosi      | Sienne          | Retour de prêt      |

| Départs           | Départs            | Départs             |
| Nom               | Nouveau club       | Modalités           |
| ----------------- | ------------------ | ------------------- |
| Marco Andreolli   | Chievo Vérone      | Transfert définitif |
| Alessio Cerci     | Fiorentina         | Transfert définitif |
| Ricardo Faty      | Aris Salonique     | Transfert définitif |
| Stefano Guberti   | Sampdoria          | Transfert définitif |
| Marco Motta       | Juventus           | Transfert définitif |
| Adrian Pit        | Universitatea Cluj | Transfert définitif |
| Artur Moraes      | Braga              | Fin de contrat      |
| Mauro Esposito    | Atletico Roma      | Fin de contrat      |
| Max Tonetto       | -                  | Fin de contrat      |
| Luca Toni         | Bayern Munich      | Fin de prêt         |
| Ahmed Barusso     | Livourne           | Prêt                |
| Stefano Pettinari | Sienne             | Prêt                |
| Filippo Scardina  | Côme               | Prêt                |
| Adrian Stoian     | Pescara            | Prêt                |

### Effectif complet
Effectif complet des joueurs de la Roma classés en fonction de leur numéro de maillot officiel pour la saison 2010-2011.
Mis à jour le 15 septembre 2010

## Résultats

### Supercoupe d'Italie
Deuxième de la Série A derrière l'Inter de Milan et finaliste malheureux de la Coupe d'Italie face au même adversaire lors de la saison 2009-2010, l'AS Roma obtient le privilège de disputer à Milan sa sixième Supercoupe d'Italie mais elle y échoue pour la quatrième fois.
| Finale             | Inter Milan                      | 3 – 1   | AS Rome                          | Cagliari, stade Sant'Elia  |                            |
| 21 août 2010 20h45 | Pandev 43e · Eto'o 70e 80e · x 2 | (1 – 1) | 21e Riise · Perrotta Okaka Mexès | Arbitrage : Mauro Bergonzi | Arbitrage : Mauro Bergonzi |
| 21 août 2010 20h45 | rapport                          |         |                                  | Arbitrage : Mauro Bergonzi | Arbitrage : Mauro Bergonzi |

### Championnat

#### Matchs aller
| 1re journée        | AS Rome             | 0 – 0   | Cesena | Rome, stadio olimpico     |                           |
| 28 août 2010 20h45 | Vučinić Totti Okaka | (0 – 0) | x 2    | Arbitrage : Gabriele Gava | Arbitrage : Gabriele Gava |
| 28 août 2010 20h45 | rapport             |         |        | Arbitrage : Gabriele Gava | Arbitrage : Gabriele Gava |

| 2e journée              | Cagliari                                                           | 5 – 1   | AS Rome                                     | Cagliari, stade Sant'Elia |                           |
| 11 septembre 2010 20h45 | Conti 8e · Matri (P) 23e 47e · Acquafresca 38e · Lazzari 88e · x 3 | (3 – 1) | 18e De Rossi · 22e Burdisso · Perrotta Rosi | Arbitrage : Domenico Celi | Arbitrage : Domenico Celi |
| 11 septembre 2010 20h45 | rapport                                                            |         |                                             | Arbitrage : Domenico Celi | Arbitrage : Domenico Celi |

| 3e journée              | AS Rome                                   | 2 – 2   | Bologne               | Rome, stadio olimpico          |                                |
| 19 septembre 2010 15h00 | Borriello 7e · Rubin (csc) 59e · Perrotta | (1 – 0) | 77e 90e Di Vaio · x 2 | Arbitrage : Sebastiano Peruzzo | Arbitrage : Sebastiano Peruzzo |
| 19 septembre 2010 15h00 | rapport                                   |         |                       | Arbitrage : Sebastiano Peruzzo | Arbitrage : Sebastiano Peruzzo |

| 4e journée              | Brescia                                | 2 – 1   | AS Rome                                                              | Cagliari, stade Mario-Rigamonti |                           |
| 22 septembre 2010 20h45 | Hetemaj 13e · Caracciolo (P) 65e · x 1 | (1 – 0) | 64e Mexès · 83e Borriello · Cassetti Mexès Rosi Mexès · Júlio Sérgio | Arbitrage : Carmine Russo       | Arbitrage : Carmine Russo |
| 22 septembre 2010 20h45 | rapport                                |         |                                                                      | Arbitrage : Carmine Russo       | Arbitrage : Carmine Russo |

| 5e journée              | AS Rome                                            | 1 – 0   | Inter Milan | Rome, stadio olimpico       |                             |
| 25 septembre 2010 20h45 | Vučinić 90+1e · Cassetti Perrotta Burdisso · Ménez | (0 – 0) | x 4         | Arbitrage : Emidio Morganti | Arbitrage : Emidio Morganti |
| 25 septembre 2010 20h45 | rapport                                            |         |             | Arbitrage : Emidio Morganti | Arbitrage : Emidio Morganti |

| 6e journée           | Naples                            | 2 – 0   | AS Rome          | Naples, Stadio San Paolo      |                               |
| 3 octobre 2010 15h00 | Hamšík 72e · Juan (csc) 83e · x 4 | (0 – 0) | Cassetti Pizarro | Arbitrage : Paolo Tagliavento | Arbitrage : Paolo Tagliavento |
| 3 octobre 2010 15h00 | rapport                           |         |                  | Arbitrage : Paolo Tagliavento | Arbitrage : Paolo Tagliavento |

| 7e journée            | AS Rome                             | 2 – 1   | Genoa            | Rome, Stadio Olimpico      |                            |
| 16 octobre 2010 20h45 | Borriello 34e · Brighi 53e · Brighi | (1 – 0) | 78e Rudolf · x 3 | Arbitrage : Antonio Damato | Arbitrage : Antonio Damato |
| 16 octobre 2010 20h45 | rapport                             |         |                  | Arbitrage : Antonio Damato | Arbitrage : Antonio Damato |

| 8e journée            | Parme   | 0 – 0   | AS Rome                       | Parme, stade Ennio-Tardini |                        |
| 24 octobre 2010 12h30 | x 4     | (0 - 0) | Cicinho Júlio Baptista Brighi | Arbitrage : Luca Banti     | Arbitrage : Luca Banti |
| 24 octobre 2010 12h30 | rapport |         |                               | Arbitrage : Luca Banti     | Arbitrage : Luca Banti |

| 9e journée            | AS Rome                                               | 2 – 0   | Lecce             | Rome, Stadio Olimpico        |                              |
| 30 octobre 2010 18h00 | Burdisso 62e · Vučinić 76e · Totti 76e · Juan Cicinho | (0 - 0) | 76e Olivera · x 1 | Arbitrage : Andrea Gervasoni | Arbitrage : Andrea Gervasoni |
| 30 octobre 2010 18h00 | rapport                                               |         |                   | Arbitrage : Andrea Gervasoni | Arbitrage : Andrea Gervasoni |

| 10e journée           | Lazio   | 0 – 2   | AS Rome                                                             | Rome, Stadio Olimpico       |                             |
| 7 novembre 2010 15h00 | x 4     | (0 - 0) | 52e (P) Borriello · 87e (P) Vučinić · Cassetti Júlio Sérgio Vučinić | Arbitrage : Emidio Morganti | Arbitrage : Emidio Morganti |
| 7 novembre 2010 15h00 | rapport |         |                                                                     | Arbitrage : Emidio Morganti | Arbitrage : Emidio Morganti |

| 11e journée            | AS Rome                                                 | 3 – 2   | Fiorentina                                   | Rome, Stadio Olimpico      |                            |
| 10 novembre 2010 20h45 | Simplicio 45e · Borriello 51e · Perrotta 77e · Burdisso | (1 - 0) | 69e Alberto Gilardino · 89e D'Agostino · x 3 | Arbitrage : Mauro Bergonzi | Arbitrage : Mauro Bergonzi |
| 10 novembre 2010 20h45 | rapport                                                 |         |                                              | Arbitrage : Mauro Bergonzi | Arbitrage : Mauro Bergonzi |

| 12e journée            | Juventus           | 1 – 1   | AS Rome                                | Turin, Stadio delle Alpi   |                            |
| 13 novembre 2010 20h45 | Iaquinta 35e · x 1 | (1 - 1) | 45+5e (P) Totti · Ménez Greco Burdisso | Arbitrage : Nicola Rizzoli | Arbitrage : Nicola Rizzoli |
| 13 novembre 2010 20h45 | rapport            |         |                                        | Arbitrage : Nicola Rizzoli | Arbitrage : Nicola Rizzoli |

| 13e journée            | AS Rome                                                       | 2 – 0   | Udinese | Rome, Stadio Olimpico      |                            |
| 20 novembre 2010 18h00 | Ménez 24e · Borriello 56e · Burdisso 81e · Simplicio Cassetti | (1 - 0) | x 2     | Arbitrage : Daniele Orsato | Arbitrage : Daniele Orsato |
| 20 novembre 2010 18h00 | rapport                                                       |         |         | Arbitrage : Daniele Orsato | Arbitrage : Daniele Orsato |

| 14e journée            | Palerme                                       | 3 – 1   | AS Rome              | Turin, stade Renzo-Barbera   |                              |
| 28 novembre 2010 20h45 | Miccoli 20e · Iličič 61e · Nocerino 65e · x 1 | (1 - 0) | 92e Totti · De Rossi | Arbitrage : Christina Brighi | Arbitrage : Christina Brighi |
| 28 novembre 2010 20h45 | rapport                                       |         |                      | Arbitrage : Christina Brighi | Arbitrage : Christina Brighi |

| 15e journée           | Chievo Verona                        | 2 – 2   | AS Rome                                    | Vérone, stade Marcantonio-Bentegodi |                            |
| 4 décembre 2010 18h00 | Moscardelli 61e · Granoche 83e · x 2 | (0 - 2) | 26e 44e Simplicio · 85e De Rossi · Vučinić | Arbitrage : Nicola Rizzoli          | Arbitrage : Nicola Rizzoli |
| 4 décembre 2010 18h00 | rapport                              |         |                                            | Arbitrage : Nicola Rizzoli          | Arbitrage : Nicola Rizzoli |

| 16e journée            | AS Rome                                    | 1 – 0   | Bari | Rome, Stadio Olimpico    |                          |
| 12 décembre 2010 15h00 | Juan 30e · Greco Juan Borriello · Cassetti | (1 - 0) | x 2  | Arbitrage : Andrea Romeo | Arbitrage : Andrea Romeo |
| 12 décembre 2010 15h00 | rapport                                    |         |      | Arbitrage : Andrea Romeo | Arbitrage : Andrea Romeo |

| 17e journée            | AC Milan | 0 – 1   | AS Rome                           | Milan, stade Giuseppe-Meazza |                            |
| 18 décembre 2010 20h45 | x 1      | (0 - 0) | 69e Borriello · Brighi Rosi Mexès | Arbitrage : Antonio Damato   | Arbitrage : Antonio Damato |
| 18 décembre 2010 20h45 | rapport  |         |                                   | Arbitrage : Antonio Damato   | Arbitrage : Antonio Damato |

| 18e journée          | AS Rome                                                             | 4 – 2   | Catane                                      | Rome, Stadio Olimpico        |                              |
| 6 janvier 2011 15h00 | Borriello 5e · Borriello 47e · Vučinić 86e · Vučinić 94e · Cassetti | (1 - 2) | 29e Matías Silvestre · 38e Maxi Lopez · x 4 | Arbitrage : Christian Brighi | Arbitrage : Christian Brighi |
| 6 janvier 2011 15h00 | rapport                                                             |         |                                             | Arbitrage : Christian Brighi | Arbitrage : Christian Brighi |

| 19e journée          | Sampdoria                                                         | 2 – 1   | AS Rome                                | Gênes, stade Luigi-Ferraris |                             |
| 9 janvier 2011 12h30 | Pozzi (P) 58e · Guberti 83e · Luchini 86e · Gastaldello 91e · x 4 | (0 - 1) | 17e Vučinić · 55e Júlio Sérgio · Greco | Arbitrage : Gianluca Rocchi | Arbitrage : Gianluca Rocchi |
| 9 janvier 2011 12h30 | rapport                                                           |         |                                        | Arbitrage : Gianluca Rocchi | Arbitrage : Gianluca Rocchi |

À l'issue des matchs aller la Roma est 5e du championnat avec 32 points (9V-5N -5D) et une différence de buts de +3 (27 Bp-24 Bc).

#### Matchs retour
| 20e journée           | Cesena  | 0 – 1   | AS Rome                                  | Cesena, Stade Dino-Manuzzi             |                                        |
| 16 janvier 2011 15h00 | x 2     | (0 - 0) | 89e (Csc) Pellegrino · Burdisso De Rossi | Arbitrage : Antonio Danilo Giannoccaro | Arbitrage : Antonio Danilo Giannoccaro |
| 16 janvier 2011 15h00 | rapport |         |                                          | Arbitrage : Antonio Danilo Giannoccaro | Arbitrage : Antonio Danilo Giannoccaro |

| 21e journée           | AS Rome                                           | 3 – 0   | Cagliari | Rome, Stadio Olimpico     |                           |
| 22 janvier 2011 20h45 | Totti (P) 21e · Perrotta 70e · Ménez 92e · Taddei | (1 – 0) | x 3      | Arbitrage : Gabriele Gava | Arbitrage : Gabriele Gava |
| 22 janvier 2011 20h45 | rapport                                           |         |          | Arbitrage : Gabriele Gava | Arbitrage : Gabriele Gava |

| 22e journée                           | Bologne   | –   | AS Rome | Bologne, stade Renato-Dall'Ara |             |
| 30 janvier 2011 15h00 match à rejouer |           | (-) |         | Arbitrage :                    | Arbitrage : |
| 30 janvier 2011 15h00 match à rejouer | [rapport] |     |         | Arbitrage :                    | Arbitrage : |

| 23e journée          | AS Rome   | –   | Brescia | Rome, Stadio Olimpico |             |
| 2 février 2011 20h45 |           | (–) |         | Arbitrage :           | Arbitrage : |
| 2 février 2011 20h45 | [rapport] |     |         | Arbitrage :           | Arbitrage : |

### Coupe d'Italie
| 1/8e de finale        | AS Rome                                                     | 2 – 1   | Lazio                  | Rome, Stadio Olimpico      |                            |
| 19 janvier 2011 20h45 | Borriello (P) 53e · Simplicio 77e · Juan De Rossi Simplicio | (0 – 0) | 57e (P) Hernanes · x 3 | Arbitrage : Mauro Bergonzi | Arbitrage : Mauro Bergonzi |
| 19 janvier 2011 20h45 | rapport                                                     |         |                        | Arbitrage : Mauro Bergonzi | Arbitrage : Mauro Bergonzi |

| 1/4e de finale        | Juventus | 0 – 2   | AS Rome                                | Rome, stadio delle Alpi    |                            |
| 27 janvier 2011 20h45 | x 1      | (0 – 0) | 65e Mirko Vučinić · 91e Taddei · Mexès | Arbitrage : Antonio Damato | Arbitrage : Antonio Damato |
| 27 janvier 2011 20h45 | rapport  |         |                                        | Arbitrage : Antonio Damato | Arbitrage : Antonio Damato |

### Ligue des champions

#### Phase de groupe
| 1re journée             | Bayern Munich                | 2 – 0   | AS Rome | Munich, Allianz Arena       |                             |
| 15 septembre 2010 20h45 | Müller 79e · Klose 84e · x 1 | (0 – 0) |         | Arbitrage : Stéphane Lannoy | Arbitrage : Stéphane Lannoy |
| 15 septembre 2010 20h45 | rapport                      |         |         | Arbitrage : Stéphane Lannoy | Arbitrage : Stéphane Lannoy |

| 2e journée              | AS Rome                   | 2 – 1   | CFR Cluj       | Rome, Stadio Olimpico      |                            |
| 28 septembre 2010 20h45 | Mexès 69e · Borriello 71e | (0 – 0) | 78e Rada · x 1 | Arbitrage : Jonas Eriksson | Arbitrage : Jonas Eriksson |
| 28 septembre 2010 20h45 | rapport                   |         |                | Arbitrage : Jonas Eriksson | Arbitrage : Jonas Eriksson |

| 3e journée            | AS Rome                  | 1 – 3   | FC Bâle                                  | Rome, Stadio Olimpico        |                              |
| 19 octobre 2010 20h45 | Borriello 21e · Cassetti | (1 - 2) | 12e Frei · 44e Inkoom · 93e Cabral · x 2 | Arbitrage : Aleksei Nikolaev | Arbitrage : Aleksei Nikolaev |
| 19 octobre 2010 20h45 | rapport                  |         |                                          | Arbitrage : Aleksei Nikolaev | Arbitrage : Aleksei Nikolaev |

| 4e journée             | FC Bâle                                    | 2 – 3   | AS Rome                                                         | Bâle, Parc Saint-Jacques  |                           |
| 11 novembre 2010 20h45 | Frei 69e · Shaqiri 83e · Stocker 91e · x 3 | (0 – 2) | 16e Ménez · 26e (P) Totti · 75e Greco · Cassetti Perrotta Ménez | Arbitrage : Björn Kuipers | Arbitrage : Björn Kuipers |
| 11 novembre 2010 20h45 | rapport                                    |         |                                                                 | Arbitrage : Björn Kuipers | Arbitrage : Björn Kuipers |

| 5e journée             | AS Rome                                                                   | 3 – 2   | Bayern Munich       | Rome, Stadio Olimpico                |                                      |
| 23 novembre 2010 20h45 | Borriello 49e · De Rossi 81e · Totti (P) 84e · Greco Mexès De Rossi Ménez | (0 - 2) | 33e 39e Gómez · x 2 | Arbitrage : Alberto Undiano Mallenco | Arbitrage : Alberto Undiano Mallenco |
| 23 novembre 2010 20h45 | rapport                                                                   |         |                     | Arbitrage : Alberto Undiano Mallenco | Arbitrage : Alberto Undiano Mallenco |

| 6e journée            | CFR Cluj         | 1 – 1   | AS Rome       | Cluj, stade Docteur-Constantin-Rădulescu |                            |
| 8 décembre 2010 20h45 | Traoré 88e · x 2 | (1 – 0) | 21e Borriello | Arbitrage : William Collum               | Arbitrage : William Collum |
| 8 décembre 2010 20h45 | rapport          |         |               | Arbitrage : William Collum               | Arbitrage : William Collum |

Classement du groupe E
| Équipes       |     |   |   |   |   |    |    |      |
| Équipes       | Pts | J | G | N | P | Bp | Bc | Diff |
| ------------- | --- | - | - | - | - | -- | -- | ---- |
| Bayern Munich | 15  | 6 | 5 | 0 | 1 | 16 | 6  | +10  |
| AS Roma       | 10  | 6 | 3 | 1 | 2 | 10 | 11 | -1   |
| FC Bâle       | 6   | 6 | 2 | 0 | 4 | 8  | 11 | -3   |
| CFR Cluj      | 4   | 6 | 1 | 1 | 4 | 6  | 12 | -6   |

#### Phase finale
| 1/8e de finale Aller  | AS Rome                  | 2 – 3   | Chakhtar Donetsk                     | Rome, Stadio Olimpico            |                                  |
| 16 février 2011 20h45 | Perrotta 28e · Ménez 61e | (1 - 3) | Jádson 29e · Costa 36e · Adriano 41e | Arbitrage : Olegário Benquerença | Arbitrage : Olegário Benquerença |
| 16 février 2011 20h45 | Rapport                  |         |                                      | Arbitrage : Olegário Benquerença | Arbitrage : Olegário Benquerença |

| 1/8e de finale Retour | Chakhtar Donetsk                          | 3 – 0   | AS Rome        | Donetsk, Donbass Arena  |                         |
| 8 mars 2011 20h45     | Hübschman 18e · Willian 58e · Eduardo 87e | (1 – 0) | Mexès 24e, 41e | Arbitrage : Howard Webb | Arbitrage : Howard Webb |
| 8 mars 2011 20h45     | Rapport                                   |         |                | Arbitrage : Howard Webb | Arbitrage : Howard Webb |

## Statistiques de l'équipe
| Compétition         | Matchs | Matchs    | Matchs | Matchs   | But inscrit | But inscrit | But inscrit | Class. | Points | Cartons | Cartons      |
| Compétition         | Joués  | Victoires | Nuls   | Défaites | Bp          | Bc          | Diff        | Class. | Points | Averti  | Carton rouge |
| ------------------- | ------ | --------- | ------ | -------- | ----------- | ----------- | ----------- | ------ | ------ | ------- | ------------ |
| Championnat         | 38     | 18        | 9      | 11       | 59          | 52          | 7           | 6      | 63     | 23      | 5            |
| Supercoupe d'Italie | 1      | 0         | 0      | 1        | 1           | 3           | -2          | 2      | -      | 3       | 0            |
| Coupe d'Italie      | 4      | 2         | 1      | 1        | 5           | 3           | 2           | 1/2    | -      | 0       | 0            |
| Ligue des champions | 8      | 3         | 1      | 4        | 12          | 17          | -5          | 1/8    | -      | 2       | 0            |
| Total               | 51     | 23        | 11     | 17       | 77          | 75          | 2           | -      | -      | 28      | 5            |

- Meilleure série sans défaite toutes compétitions confondues : 8 matchs, 6 victoires et 2 nuls (24 octobre 2010 - 28 novembre 2010)

Mis à jour le 27 janvier 2011

## Statistiques championnat
Victoires  - Nuls  - Défaites 
| Journée    | 1  | 2  | 3  | 4  | 5  | 6  | 7  | 8  | 9  | 10 | 11 | 12 | 13 | 14 | 15 | 16 | 17 | 18 | 19 | 20 | 21 | 22 | 23 | 24 | 25 | 26 | 27 | 28 | 29 | 30 | 31 | 32 | 33 | 34 | 35 | 36 | 37 | 38 |
| ---------- | -- | -- | -- | -- | -- | -- | -- | -- | -- | -- | -- | -- | -- | -- | -- | -- | -- | -- | -- | -- | -- | -- | -- | -- | -- | -- | -- | -- | -- | -- | -- | -- | -- | -- | -- | -- | -- | -- |
| Terrain    | D  | E  | D  | E  | D  | E  | D  | E  | D  | E  | D  | E  | D  | E  | E  | D  | E  | D  | E  | E  | D  | E  | D  | E  | D  | E  | D  | E  | D  | E  | D  | E  | D  | D  | E  | D  | E  | D  |
| Résultat   |    |    |    |    |    |    |    |    |    |    |    |    |    |    |    |    |    |    |    |    |    |    |    |    |    |    |    |    |    |    |    |    |    |    |    |    |    |    |
| Points     | 1  | 1  | 2  | 2  | 5  | 5  | 8  | 9  | 12 | 15 | 18 | 19 | 22 | 22 | 23 | 26 | 29 | 32 | 32 | 35 | 38 | 41 | 42 | 42 | 42 | 42 | 43 | 46 | 49 | 50 | 50 | 53 | 53 | 56 | 59 | 60 | 60 | 63 |
| Classement | 14 | 19 | 17 | 19 | 18 | 19 | 13 | 14 | 9  | 7  | 6  | 6  | 5  | 7  | 8  | 7  | 6  | 5  | 5  | 5  | 4  | 4  | 4  | 5  | 6  | 6  | 6  | 6  | 6  | 6  | 6  | 6  | 6  | 6  | 6  | 6  | 6  | 6  |

- Meilleure série : 3 victoire (30 octobre 2010 - 13 novembre 2010)
- Meilleure série sans défaite : 7 matchs, 5 victoire et 2 nuls (16 octobre 2010 - 28 novembre 2010)
- Plus mauvaise série : 4 matchs sans victoires, 2 défaites et 2 nuls (28 août 2010 - 30 octobre 2010)
- Meilleur score : Roma - Cagliari : 3 - 0 (22 janvier 2011)
- Pire défaite : Cagliari - Roma : 5 - 1 (11 septembre 2010)

Mis à jour le 25 janvier 2020

## Statistiques des joueurs
Mis à jour le 27 janvier 2011
| Joueurs        | Championnat | Championnat | Championnat | Championnat  | Coupe d'Italie | Coupe d'Italie | Coupe d'Italie | Coupe d'Italie | Supercoupe | Supercoupe  | Supercoupe | Supercoupe   | C1    | C1          | C1     | C1           | Total | Total       | Total  | Total        |
| Joueurs        | Prés.       | But inscrit | Averti      | Carton rouge | Prés.          | But inscrit    | Averti         | Carton rouge   | Prés.      | But inscrit | Averti     | Carton rouge | Prés. | But inscrit | Averti | Carton rouge | Prés. | But inscrit | Averti | Carton rouge |
| -------------- | ----------- | ----------- | ----------- | ------------ | -------------- | -------------- | -------------- | -------------- | ---------- | ----------- | ---------- | ------------ | ----- | ----------- | ------ | ------------ | ----- | ----------- | ------ | ------------ |
| Adriano        | 5           | 0           | 0           | 0            | 1              | 0              | 0              | 0              | 1          | 0           | 0          | 0            | 1     | 0           | 0      | 0            | 8     | 0           | 0      | 0            |
| Antunes        | 0           | 0           | 0           | 0            | 0              | 0              | 0              | 0              | 0          | 0           | 0          | 0            | 0     | 0           | 0      | 0            | 0     | 0           | 0      | 0            |
| Júlio Baptista | 7           | 0           | 1           | 0            | 0              | 0              | 0              | 0              | 0          | 0           | 0          | 0            | 1     | 0           | 0      | 0            | 8     | 0           | 1      | 0            |
| Júlio Sérgio   | 14          | -19         | 2           | 1            | 2              | -1             | 0              | 0              | 0          | 0           | 0          | 0            | 3     | -6          | 0      | 0            | 19    | -26         | 2      | 1            |
| Borriello      | 20          | 9           | 1           | 0            | 2              | 1              | 0              | 0              | 0          | 0           | 0          | 0            | 6     | 4           | 0      | 0            | 28    | 14          | 0      | 0            |
| Brighi         | 17          | 1           | 2           | 0            | 2              | 0              | 0              | 0              | 0          | 0           | 0          | 0            | 4     | 0           | 0      | 0            | 23    | 1           | 2      | 0            |
| G. Burdisso    | 2           | 0           | 0           | 0            | 0              | 0              | 0              | 0              | 0          | 0           | 0          | 0            | 1     | 0           | 0      | 0            | 3     | 0           | 0      | 0            |
| Burdisso       | 13          | 1           | 4           | 2            | 2              | 0              | 0              | 0              | 0          | 0           | 0          | 0            | 6     | 0           | 0      | 0            | 21    | 1           | 4      | 2            |
| Cassetti       | 19          | 0           | 7           | 0            | 1              | 0              | 0              | 0              | 1          | 0           | 0          | 0            | 6     | 0           | 2      | 0            | 27    | 0           | 9      | 0            |
| Castellini     | 5           | 0           | 0           | 0            | 0              | 0              | 0              | 0              | 0          | 0           | 0          | 0            | 3     | 0           | 0      | 0            | 8     | 0           | 0      | 0            |
| Cicinho        | 6           | 0           | 2           | 0            | 0              | 0              | 0              | 0              | 0          | 0           | 0          | 0            | 2     | 0           | 0      | 0            | 8     | 0           | 2      | 0            |
| De Rossi       | 15          | 1           | 2           | 1            | 2              | 0              | 1              | 0              | 1          | 0           | 0          | 0            | 5     | 0           | 1      | 0            | 23    | 1           | 4      | 1            |
| Doni           | 4           | -2          | 0           | 0            | 0              | 0              | 0              | 0              | 0          | 0           | 0          | 0            | 0     | 0           | 0      | 0            | 4     | -2          | 0      | 0            |
| Greco          | 8           | 0           | 3           | 0            | 1              | 0              | 0              | 0              | 0          | 0           | 0          | 0            | 3     | 1           | 1      | 0            | 12    | 1           | 4      | 0            |
| Juan           | 17          | 1           | 2           | 0            | 1              | 0              | 1              | 0              | 1          | 0           | 0          | 0            | 2     | 0           | 0      | 0            | 21    | 0           | 3      | 0            |
| Lobonț         | 5           | -3          | 0           | 0            | 0              | 0              | 0              | 0              | 1          | -3          | 0          | 0            | 3     | -5          | 0      | 0            | 9     | -11         | 0      | 0            |
| Loria          | 0           | 0           | 0           | 0            | 0              | 0              | 0              | 0              | 0          | 0           | 0          | 0            | 0     | 0           | 0      | 0            | 0     | 0           | 0      | 0            |
| Ménez          | 19          | 1           | 2           | 0            | 2              | 0              | 0              | 0              | 1          | 0           | 0          | 0            | 5     | 1           | 2      | 0            | 27    | 2           | 4      | 0            |
| Mexès          | 15          | 0           | 3           | 1            | 2              | 0              | 1              | 0              | 1          | 0           | 1          | 0            | 4     | 1           | 1      | 0            | 22    | 1           | 6      | 1            |
| Okaka          | 4           | 0           | 1           | 0            | 0              | 0              | 0              | 0              | 1          | 0           | 1          | 0            | 0     | 0           | 0      | 0            | 5     | 0           | 2      | 0            |
| Pena           | 0           | 0           | 0           | 0            | 0              | 0              | 0              | 0              | 0          | 0           | 0          | 0            | 0     | 0           | 0      | 0            | 0     | 0           | 0      | 0            |
| Perrotta       | 13          | 2           | 3           | 0            | 1              | 0              | 0              | 0              | 1          | 0           | 1          | 0            | 4     | 0           | 1      | 0            | 19    | 2           | 5      | 0            |
| Pizarro        | 9           | 0           | 1           | 0            | 0              | 0              | 0              | 0              | 1          | 0           | 0          | 0            | 4     | 0           | 0      | 0            | 14    | 0           | 1      | 0            |
| Riise          | 15          | 0           | 0           | 0            | 2              | 0              | 0              | 0              | 1          | 1           | 0          | 0            | 3     | 0           | 0      | 0            | 21    | 1           | 0      | 0            |
| Rosi           | 8           | 0           | 3           | 0            | 0              | 0              | 0              | 0              | 0          | 0           | 0          | 0            | 1     | 0           | 0      | 0            | 9     | 0           | 3      | 0            |
| Simplício      | 15          | 3           | 1           | 0            | 2              | 1              | 1              | 0              | 0          | 0           | 0          | 0            | 3     | 0           | 0      | 0            | 20    | 4           | 2      | 0            |
| Taddei         | 7           | 0           | 1           | 0            | 1              | 1              | 0              | 0              | 1          | 0           | 0          | 0            | 1     | 0           | 0      | 0            | 10    | 1           | 1      | 0            |
| Totti          | 16          | 3           | 1           | 1            | 0              | 0              | 0              | 0              | 1          | 0           | 0          | 0            | 6     | 2           | 0      | 0            | 23    | 5           | 1      | 1            |
| Vučinić        | 13          | 6           | 3           | 0            | 2              | 1              | 0              | 0              | 1          | 0           | 0          | 0            | 3     | 0           | 0      | 0            | 19    | 7           | 3      | 0            |